# سینگولاتو
سینگولاتو (انگلیسی: Singulato) شرکت خودروسازی چینی است، که در سال ۲۰۱۴ تأسیس شد.